# Клопман
Клопман (нем. Freiherr von Klopmann) — баронский род.
Происходит из Вестфалии, откуда в конце XV века Отто Клопман переселился в Лифляндию.
Иоганн Эрнст фон Клопман (1725—1786) — курляндский канцлер (1763—1776) и ландгофмейстер (1776—1786), кавалер ордена Святой Анны (1765).
Барон Фридрих Сигизмунд фон Клопман (1787—1856) был президентом курляндской лютеранской консистории, опубликовал «Kurländische Güterchronik» и несколько других сочинений по истории Курляндии.
Барон Эдвард фон Клопман (1801—1878) — государственный деятель.
Род баронов Клопман был внесён в курляндский дворянский матрикул.

## Описание герба
В черном поле три золотых бубенца (2+1).
Щит увенчан коронованным немецким баронским шлемом. Нашлемник — два турьих рога, пересеченных черным по золоту в шахматы. Намет черный с золотом.